# Bammanhalli, Chitapur
Bammanhalli là một làng thuộc tehsil Chitapur, huyện Gulbarga, bang Karnataka, Ấn Độ.